# کریس اسکار
کریس اسکار (انگلیسی: Chris Scarre؛ زادهٔ ۷ نوامبر ۱۹۵۴) باستان‌شناس در زمینه تاریخ باستان و پیشاتاریخ و استاد دانشگاه در دانشگاه دورام اهل بریتانیا است.